# Le Bonheur de la tentation
Albums de Hubert-Félix Thiéfaine
La Tentation du bonheur
(1996) Défloration 13
(2001)
Singles
1. La Ballade d'Abdallah Geronimo Cohen
Sortie : 1998

Le Bonheur de la tentation est le douzième album d'Hubert-Félix Thiéfaine et fut conçu conjointement avec le précédent, La Tentation du bonheur. Il sort en 1998.

## Pistes
Tous les titres sont signés H.F.Thiéfaine/H.F.Thiéfaine.
1. Retour vers la lune noire - 5:14
2. La Ballade d'Abdallah Geronimo Cohen - 4:55
3. Empreintes sur négatif - 3:02
4. Méthode de dissection du pigeon à Zone-la-Ville - 4:55
5. Dans quel état terre - 4:43
6. Bouton de rose - 4:02
7. 27e heure : suite faunesque - 9:06
8. Eurydice nonante sept - 4:17
9. Le Chaos de la philosophie - 2:54
10. Exercice de simple provocation avec 33 fois le mot coupable - 8:58
11. Titre supplémentaire : Final Abdallah - 1:18

## Crédits
- Chant, guitares : Hubert-Félix Thiéfaine
- Guitares : Serge Chauvin
- Guitares : Patrice Marzin
- Guitares : Michel Lelong
- Harmonica : Valentin Cobranera
- Claviers : Arnaud Dunoyer de Segonzac
- Violoncelle : Tony Pleeth
- Basse : Pino Palladino
- Basse : Nicolas Fiszman
- Batterie : Steve Ferrone
- Percussions : Luis Jardim
- Violons : Gavin Wright, Wilf Gibson, Jim McLeod, Ben Cruft
- Violons : Vaughan Armon, Boguslav Kostecki, Maciej Rakowski, Dave Nolan
- Violons alti : George Robertson, Peter Lale, Bob Smissen, Garfield Jackson
- Violoncelles : Tony Pleeth, Martin Loveday
- Chœurs : l'Octavia Altra de Namur dirigé par Benoît Giaux, Les Anges dirigés par Ange Nawasadio